# Tuhalaane
Tuhalaane – wieś w Estonii, w prowincji Viljandi, w gminie Mulgi (poprzedne gminie Karksi).
W 1884 roku w Tuhalaane urodził się Ants Piip.